# Pilar Domingo Calap
Pilar Domingo Calap (Valencia, 1984) es una bióloga y viróloga española especializada en virología ambiental y biomédica. Su trabajo se centra en el estudio de virus ambientales y su aplicación en el tratamiento de infecciones bacterianas resistentes a antibióticos, principalmente mediante el uso de bacteriófagos o fagos. Ha recibido varios reconocimientos, como el Premio Joven Virólogo de la Sociedad Española de Virología, el Premio Internacional Zendal en Salud Humana, y el Premio Dependencia y Sociedad I+D+i de la Fundación Caser. Además, es socia fundadora y directora científica de Evolving Therapeutics SL, una spin-off centrada en soluciones terapéuticas basadas en fagos.

## Trayectoria
Se licenció en Biología por la Universidad de Valencia donde también obtuvo el título de máster en 2008 y se doctoró en 2012, recibiendo en todas estas etapas el Premio Extraordinario, y con una beca de la Fundación "la Caixa". Posteriormente, entre 2013 y 2016, realizó una estancia postdoctoral en la Universidad de Estrasburgo en Francia, liderando un proyecto sobre nuevos virus emergentes en el contexto de trasplantes. A su regreso a España, se incorporó a la Universidad de Valencia gracias al programa Juan de la Cierva, y en 2020, consiguió un contrato Ramón y Cajal.
Es investigadora principal del Grupo de Virología Ambiental y Biomédica en el Instituto de Biología Integrativa de Sistemas (I2SysBio), un centro mixto de la Universidad de Valencia y el Consejo Superior de Investigaciones Científicas (CSIC), y directora del Laboratorio de Virología Ambiental y Biomédica (EnBiVir).
Su trabajo de investigación se centra en el aislamiento y la detección de virus en la naturaleza con aplicaciones biomédicas, especialmente en el uso de fagos, virus que infectan bacterias, para combatir infecciones bacterianas resistentes a los antibióticos. Entre sus principales logros se incluyen el desarrollo de terapias basadas en fagos para tratar infecciones bacterianas resistentes y la investigación sobre su uso en el control de la Xylella fastidiosa, una bacteria que afecta gravemente a los olivos y otros cultivos. Ha liderado más de diez proyectos nacionales e internacionales y publicado más de 60 artículos científicos.
Durante la pandemia de COVID-19, su investigación viró hacia el estudio del SARS-CoV-2. Domingo y su equipo aplicaron sus conocimientos en virología ambiental para detectar material genético del virus en aguas residuales, contribuyendo al desarrollo de sistemas de vigilancia epidemiológica. Lideró los proyectos Environmental COVID y FecOrSARS, cuyos resultados fueron compartidos regularmente con autoridades locales y nacionales.
Paralelamente a su labor investigadora, Domingo participa activamente en la divulgación científica a través de la iniciativa @VLCPhageHunters, con la que busca concienciar sobre la importancia de los fagos y su potencial en la lucha contra las infecciones bacterianas resistentes.

## Reconocimientos
Domingo ha recibido varios premios y reconocimientos que destacan su contribución a la investigación en virología. Entre ellos, se encuentra el Premio Joven Virólogo de la Sociedad Española de Virología (SEV), un galardón que reconoce la excelencia en la investigación realizada por jóvenes científicos en este campo. En 2022, fue galardonada con el Premio Internacional Zendal en Salud Humana, que reconoce investigaciones innovadoras con un impacto significativo en la mejora de la salud humana.
Al año siguiente, en 2023 y en reconocimiento a su compromiso con la mejora de la calidad de vida y el bienestar social, fue distinguida con el Premio Dependencia y Sociedad I+D+i otorgado por la Fundación Caser. Este galardón se concede a proyectos científicos que tienen un impacto directo en la mejora de la atención sanitaria y la dependencia, áreas en las que su trabajo sobre terapias basadas en fagos ha demostrado un potencial transformador.